# Henk Robijns
Hendricus Jacobus (Henk) Robijns (Nieuwer-Amstel, 17 november 1883 – Amsterdam, 15 oktober 1959) was een Nederlands biljarter. Hij werd drievoudig wereldkampioen driebanden.

## Loopbaan
Robijns bekwaamde zich aanvankelijk in het kaderspel. In 1912 werd hij Nederlands kampioen tweede klasse kader 45/2, een jaar later herhaalde hij die prestatie in de eerste klasse. In 1928 switchte hij definitief naar het driebanden, waarin hij het jaar daarvoor al Nederlands kampioen was geworden. Met succes, want reeds in 1930 werd hij in Amsterdam gekroond tot wereldkampioen. Deze prestatie herhaalde hij in 1932 (Vichy) en 1933 (Caïro). Na zijn derde wereldkampioenschap trok hij zich uit de wedstrijdsport terug. Robijns was tussen 1927 en 1933 zeven maal op rij Nederlands kampioen in het driebanden.
Robijns was van beroep diamanthandelaar. Hij overleed in 1959 op 75-jarige leeftijd. Hij is begraven op Zorgvlied.

## Trivia
- De filmmaatschappij Polygoon maakte in 1931 een promotiefilm voor het biljarten waaraan Robijns meewerkte.

## Titels
- Wereldkampioen Driebanden (3x): 1929–1930, 1931–1932, 1932–1933
- Nederlands kampioen (14x):
Ankerkader 45/2 (7x): Ereklasse 1912–1913, 1913–1914, 1914–1915, 1915–1916, 1918–1919, 1925–1926, 1927–1928
Nederlands kampioen Driebanden (7x): Ereklasse 1926–1927, 1927–1928, 1928–1929, 1929–1930, 1930–1931, 1931–1932, 1932–1933

## Deelname aan internationale kampioenschappen
| Nr. | Kampioenschap           | Plaats         | Klassering | Alg. gemiddelde |
| --- | ----------------------- | -------------- | ---------- | --------------- |
| 1.  | WK AK 45/2 1921–1922    | Parijs         | 4e         | 15,65           |
| 2.  | EK AK 45/2 1924–1925    | Den Haag       | 7e         | 15,55           |
| 3.  | EK AK 45/2 1925–1926    | Den Haag       | 6e         | 19,25           |
| 4.  | WK AK 45/2 1927–1928    | Amsterdam      | 6e         | 13,77           |
| 5.  | WK Driebanden 1929–1930 | Amsterdam      | 1e         | 0,586           |
| 5.  | WK Driebanden 1931–1932 | Vichy (Allier) | 1e         | 0,697           |
| 7.  | EK Driebanden 1932–1933 | Amsterdam      | 2e         | 0,717           |
| 8.  | WK Driebanden 1932–1933 | Caïro          | 1e         | 0,628           |
| 9.  | WK Driebanden 1935–1936 | New York       | 6e         | 0,644           |

## Deelname aan Nederlandse kampioenschappen in de Ereklasse
| Nr. | Kampioenschap        | Plaats     | Klassering | Alg. gemiddelde |
| --- | -------------------- | ---------- | ---------- | --------------- |
| 1.  | AK 45/2 1912–1913    | Arnhem     | 1e         | 9,12            |
| 2.  | AK 45/2 1913–1914    | Leeuwarden | 1e         | 8,01            |
| 3.  | AK 45/2 1914–1915    | Amsterdam  | 1e         | 14,81           |
| 4.  | AK 45/2 1915–1916    | Den Haag   | 1e         | 12,41           |
| 5.  | AK 45/2 1916–1917    | Groningen  | 5e         | 9,94            |
| 6.  | AK 45/2 1917–1918    | Amsterdam  | 3e         | 12,47           |
| 7.  | AK 45/2 1918–1919    | Arnhem     | 1e         | 13,24           |
| 8.  | AK 45/2 1919–1920    | Leeuwarden | 3e         | 13,44           |
| 9.  | AK 45/2 1920–1921    | Den Haag   | 3e         | 13,27           |
| 10. | AK 45/2 1921–1922    | Groningen  | 2e         | 12,24           |
| 11. | AK 45/2 1922–1923    | Amsterdam  | 3e         | 11,72           |
| 12. | AK 45/2 1923–1924    | Amsterdam  | 2e         | 12,85           |
| 13. | AK 45/2 1924–1925    | Rotterdam  | 2e         | 15,86           |
| 14. | Driebanden 1925–1926 | Amsterdam  | 2e         | 0,596           |
| 15. | AK 45/2 1925–1926    | Amsterdam  | 1e         | 20,20           |
| 16. | AK 45/2 1926–1927    | Haarlem    | 2e         | 16,79           |
| 17. | Driebanden 1926–1927 | Den Haag   | 1e         | 0,694           |
| 18. | AK 45/2 1927–1928    | Utrecht    | 1e         | 15,53           |
| 19. | Driebanden 1927–1928 | Den Haag   | 1e         | 0,754           |
| 20. | Driebanden 1928–1929 | Den Haag   | 1e         | 0,613           |
| 21. | Driebanden 1929–1930 | Haarlem    | 1e         | 0,671           |
| 22. | Driebanden 1930–1931 | Haarlem    | 1e         | 0,642           |
| 23. | Driebanden 1931–1932 | Amsterdam  | 1e         | 0,725           |
| 24. | Driebanden 1932–1933 | Amsterdam  | 1e         | 0,783           |